# Aedes hendersoni
Aedes hendersoni är en tvåvingeart som beskrevs av Cockerell 1918. Aedes hendersoni ingår i släktet Aedes och familjen stickmyggor. Inga underarter finns listade i Catalogue of Life.